# HD 12661 b
HD 12661 b – planeta pozasłoneczna typu gazowy olbrzym obiegająca gwiazdę HD 12661 w średniej odległości 0,83 j.a. Jest ona ponad dwukrotnie masywniejsza niż Jowisz. Posiada silnie ekscentryczną orbitę w pobliżu wewnętrznego krańca ekosfery, więc jest prawdopodobnie zbyt gorąca, aby na jej księżycach (jeśli je posiada) mogła istnieć woda w stanie ciekłym.